# Jorge Jesus
Jorge Fernando Pinheiro de Jesus, noto semplicemente come Jorge Jesus (Amadora, 24 luglio 1954), è un allenatore di calcio ed ex calciatore portoghese, di ruolo centrocampista, tecnico dell'Al-Nassr.

## Carriera
Jorge Jesus ha iniziato la sua carriera da allenatore nel 1990 all'Amora; dopo varie esperienze con squadre portoghesi, nella stagione 2008-2009 ha allenato il Braga, con cui ha vinto il suo primo trofeo (Coppa Intertoto).
Dal 2009 al 2015 è stato il tecnico del Benfica, con cui è riuscito a conquistare tre Primeira Liga, una Taça de Portugal, cinque Taça da Liga ed una Supertaça Cândido de Oliveira; ha inoltre guidato i lusitani alla finale di Europa League per due volte di fila, perdendo però in entrambe le occasioni.
Il 5 giugno 2015, dopo sei anni alla guida del Benfica, è passato ai rivali storici dello Sporting Lisbona, con cui ha firmato un contratto triennale. In seguito a questo "tradimento" ha ricevuto diverse minacce di morte dai suoi ex-tifosi ed è stato messo sotto protezione dalla polizia portoghese. Il 9 agosto seguente ha conquistato il suo primo trofeo da allenatore dei bianco-verdi, vincendo la Supertaça Cândido de Oliveira proprio contro il Benfica (1-0). A fine stagione lo Sporting Lisbona ha chiuso il campionato al 2º posto in classifica, qualificandosi così in Champions League. Nel 2018-2019 allena i sauditi dell’Al-Hilal con cui vince la Supercoppa saudita.
Il 1º giugno 2019 diventa allenatore del Flamengo. Nel novembre seguente conduce il club alla vittoria della Coppa Libertadores (diventando il secondo tecnico europeo a vincere il trofeo) e del campionato. Nella stagione seguente vince la Taça Guanabara, il Campionato Carioca, la Supercoppa del Brasile e la Recopa Sudamericana.
Il 17 luglio 2020 il Flamengo comunica che Jorge Jesus ha attivato la clausola prevista nel suo contratto per tornare ad allenare in Portogallo. Il giorno successivo viene ufficializzato come nuovo tecnico del Benfica a partire dalla stagione 2020-2021. Il 16 settembre viene subito eliminato al terzo turno di Champions per mano del PAOK. Il 1º gennaio 2022 i lusitani comunicano il suo esonero.
A giugno viene ingaggiato dal Fenerbahçe con cui vince la Coppa di Turchia, arriva secondo in campionato e fino agli ottavi in Europa League.
Il 1º luglio 2023 viene annunciato il suo ritorno all'Al-Hilal con cui vince il campionato e la Coppa del Re senza perdere nemmeno un partita, oltre a un'altra supercoppa. L'unica sconfitta arriva nella Champions asiatica, in semifinale contro gli emiratini dell'Al-Ain, poi vincitori della competizione; nel maggio del 2024 rinnova il proprio contratto con il club saudita. Il 3 maggio 2025 risolve il contratto con la società saudita.

## Statistiche
Statistiche aggiornate al 3 maggio 2025; in grassetto le competizioni vinte.
| Stagione                | Squadra                 | Campionato              | Campionato | Campionato | Campionato | Campionato | Coppe nazionali | Coppe nazionali | Coppe nazionali | Coppe nazionali | Coppe nazionali | Coppe continentali | Coppe continentali | Coppe continentali | Coppe continentali | Coppe continentali | Altre coppe | Altre coppe | Altre coppe | Altre coppe | Altre coppe | Totale | Totale | Totale | Totale | % Vittorie | Piazzamento |
| Stagione                | Squadra                 | Comp                    | G          | V          | N          | P          | Comp            | G               | V               | N               | P               | Comp               | G                  | V                  | N                  | P                  | Comp        | G           | V           | N           | P           | G      | V      | N      | P      | %          | Piazzamento |
| ----------------------- | ----------------------- | ----------------------- | ---------- | ---------- | ---------- | ---------- | --------------- | --------------- | --------------- | --------------- | --------------- | ------------------ | ------------------ | ------------------ | ------------------ | ------------------ | ----------- | ----------- | ----------- | ----------- | ----------- | ------ | ------ | ------ | ------ | ---------- | ----------- |
| 2003-2004               | Vitória Guimarães       | PL                      | 21         | 7          | 6          | 8          | CP              | 1               | 0               | 0               | 1               | -                  | -                  | -                  | -                  | -                  | -           | -           | -           | -           | -           | 22     | 7      | 6      | 9      | 31,82      | 14º         |
| 2004-2005               | Moreirense              | PL                      | 7          | 2          | 3          | 2          | CP              | -               | -               | -               | -               | -                  | -                  | -                  | -                  | -                  | -           | -           | -           | -           | -           | 7      | 2      | 3      | 2      | 28,57      | 16º         |
| 2005-2006               | União Leiria            | PL                      | 29         | 13         | 6          | 10         | CP              | 1               | 0               | 0               | 1               | -                  | -                  | -                  | -                  | -                  | -           | -           | -           | -           | -           | 30     | 13     | 6      | 11     | 43,33      | 7º          |
| 2006-2007               | Belenenses              | PL                      | 30         | 15         | 4          | 11         | CP              | 6               | 5               | 0               | 1               | -                  | -                  | -                  | -                  | -                  | -           | -           | -           | -           | -           | 36     | 20     | 4      | 12     | 55,56      | 5º          |
| 2007-2008               | Belenenses              | PL                      | 30         | 11         | 10         | 9          | CP+CdL          | 1+1             | 0               | 1+1             | 0               | CU                 | 2                  | 0                  | 0                  | 2                  | -           | -           | -           | -           | -           | 34     | 11     | 12     | 11     | 32,35      | 8º          |
| Totale Belenenses       | Totale Belenenses       | Totale Belenenses       | 60         | 26         | 14         | 20         |                 | 8               | 5               | 2               | 1               |                    | 2                  | 0                  | 0                  | 2                  |             | -           | -           | -           | -           | 70     | 31     | 16     | 23     | 44,29      |             |
| 2008-2009               | Braga                   | PL                      | 30         | 13         | 11         | 6          | CP+CdL          | 2+2             | 1+1             | 0               | 1+1             | Int+CU             | 2+12               | 2+7                | 0+2                | 0+3                | -           | -           | -           | -           | -           | 48     | 24     | 13     | 11     | 50,00      | 5º          |
| 2009-2010               | Benfica                 | PL                      | 30         | 24         | 4          | 2          | CP+CdL          | 2+5             | 1+4             | 0+1             | 1+0             | UEL                | 14                 | 9                  | 2                  | 3                  | -           | -           | -           | -           | -           | 51     | 38     | 7      | 6      | 74,51      | 1º          |
| 2010-2011               | Benfica                 | PL                      | 30         | 20         | 3          | 7          | CP+CdL          | 6+5             | 5+5             | 0               | 1+0             | UCL+UEL            | 6+8                | 2+5                | 0+2                | 4+1                | SP          | 1           | 0           | 0           | 1           | 56     | 37     | 5      | 14     | 66,07      | 2º          |
| 2011-2012               | Benfica                 | PL                      | 30         | 21         | 6          | 3          | CP+CdL          | 3+5             | 2+5             | 0+0             | 1+0             | UCL                | 14                 | 6                  | 5                  | 3                  | -           | -           | -           | -           | -           | 52     | 34     | 11     | 7      | 65,38      | 2º          |
| 2012-2013               | Benfica                 | PL                      | 30         | 24         | 5          | 1          | CP+CdL          | 7+4             | 5+2             | 1+2             | 1+0             | UCL+UEL            | 6+9                | 2+6                | 2+1                | 2+2                | -           | -           | -           | -           | -           | 56     | 39     | 11     | 6      | 69,64      | 2º          |
| 2013-2014               | Benfica                 | PL                      | 30         | 23         | 5          | 2          | CP+CdL          | 7+5             | 6+4             | 0+1             | 1+0             | UCL+UEL            | 6+9                | 3+6                | 1+3                | 2+0                | -           | -           | -           | -           | -           | 57     | 42     | 10     | 5      | 73,68      | 1º          |
| 2014-2015               | Benfica                 | PL                      | 34         | 27         | 4          | 3          | CP+CdL          | 3+5             | 2+5             | 0+0             | 1+0             | UCL                | 6                  | 1                  | 2                  | 3                  | SP          | 1           | 0           | 1           | 0           | 49     | 35     | 7      | 7      | 71,43      | 1º          |
| 2015-2016               | Sporting Lisbona        | PL                      | 34         | 27         | 5          | 2          | CP+CdL          | 3+3             | 2+2             | 0+0             | 1+1             | UCL+UEL            | 2+8                | 1+3                | 0+1                | 1+4                | SP          | 1           | 1           | 0           | 0           | 51     | 36     | 6      | 9      | 70,59      | 2º          |
| 2016-2017               | Sporting Lisbona        | PL                      | 34         | 21         | 7          | 6          | CP+CdL          | 4+3             | 3+2             | 0               | 1+1             | UCL                | 6                  | 1                  | 0                  | 5                  | -           | -           | -           | -           | -           | 47     | 27     | 7      | 13     | 57,45      | 3º          |
| 2017-2018               | Sporting Lisbona        | PL                      | 34         | 24         | 6          | 4          | CP+CdL          | 7+5             | 5+2             | 0+3             | 2+0             | UCL+UEL            | 8+6                | 3+3                | 2+1                | 3+2                | -           | -           | -           | -           | -           | 60     | 37     | 12     | 11     | 61,67      | 3º          |
| Totale Sporting Lisbona | Totale Sporting Lisbona | Totale Sporting Lisbona | 102        | 72         | 18         | 12         |                 | 25              | 16              | 3               | 6               |                    | 30                 | 11                 | 4                  | 15                 |             | 1           | 1           | 0           | 0           | 158    | 100    | 25     | 33     | 63,29      |             |
| 2018-gen. 2019          | Al-Hilal                | SPL                     | 17         | 12         | 4          | 1          | KC              | 3+0             | 3+0             | 0+0             | 0+0             | ACL                | -                  | -                  | -                  | -                  | SS+CCA      | 1+4         | 1+4         | 0+0         | 0+0         | 25     | 20     | 4      | 1      | 80,00      | Dimis.      |
| 2019                    | Flamengo                | A                       | 30         | 24         | 4          | 2          | CB              | 2               | 0               | 2               | 0               | CL                 | 7                  | 4                  | 2                  | 1                  | Cmc         | 2           | 1           | 0           | 1           | 41     | 29     | 8      | 4      | 70,73      | Sub. 1º     |
| 2020                    | Flamengo                | RJ                      | 17         | 14         | 2          | 1          | CB              | 0               | 0               | 0               | 0               | CL                 | 2                  | 2                  | 0                  | 0                  | SB+RS       | 3           | 2           | 1           | 0           | 22     | 18     | 3      | 1      | 81,82      | Dimis.      |
| Totale Flamengo         | Totale Flamengo         | Totale Flamengo         | 47         | 38         | 6          | 3          |                 | 2               | 0               | 2               | 0               |                    | 9                  | 6                  | 2                  | 1                  |             | 5           | 3           | 1           | 1           | 63     | 47     | 11     | 5      | 74,60      |             |
| 2020-2021               | Benfica                 | PL                      | 34         | 23         | 7          | 4          | CP+CdL          | 7+2             | 6+1             | 0+0             | 1+1             | UCL+UEL            | 1+8                | 0+3                | 0+4                | 1+1                | SP          | 1           | 0           | 0           | 1           | 53     | 33     | 11     | 9      | 62,26      | 3°          |
| 2021-2022               | Benfica                 | PL                      | 15         | 12         | 1          | 2          | CP+CdL          | 3+2             | 2+1             | 0+1             | 1+0             | UCL                | 10                 | 5                  | 3                  | 2                  | -           | -           | -           | -           | -           | 30     | 20     | 5      | 5      | 66,67      | Eson.       |
| Totale Benfica          | Totale Benfica          | Totale Benfica          | 233        | 174        | 35         | 24         |                 | 71              | 56              | 6               | 9               |                    | 97                 | 48                 | 25                 | 24                 |             | 3           | 0           | 1           | 2           | 404    | 278    | 67     | 59     | 68,81      |             |
| 2022-2023               | Fenerbahçe              | SL                      | 36         | 25         | 5          | 6          | TK              | 6               | 5               | 1               | 0               | UCL+UEL            | 2+12               | 0+8                | 1+3                | 1+1                | -           | -           | -           | -           | -           | 56     | 38     | 10     | 8      | 67,86      | 2°          |
| 2023-2024               | Al-Hilal                | SPL                     | 34         | 31         | 3          | 0          | KC              | 5               | 4               | 1               | 0               | ACL                | 12                 | 10                 | 1                  | 1                  | SS+CdC      | 2+6         | 2+3         | 0+1         | 0+2         | 59     | 50     | 6      | 3      | 84,75      | 1º          |
| 2024-mag. 2025          | Al-Hilal                | SPL                     | 29         | 19         | 5          | 5          | KC              | 3               | 2               | 1               | 0               | ACL                | 12                 | 9                  | 1                  | 2                  | SS+Cmc      | 2+0         | 1+0         | 1+0         | 0+0         | 46     | 31     | 8      | 7      | 67,39      | Risol.      |
| Totale Al-Hilal         | Totale Al-Hilal         | Totale Al-Hilal         | 80         | 62         | 12         | 6          |                 | 11              | 9               | 2               | 0               |                    | 24                 | 19                 | 2                  | 3                  |             | 15          | 11          | 2           | 2           | 130    | 101    | 18     | 11     | 77,69      |             |
| Totale carriera         | Totale carriera         | Totale carriera         | 645        | 432        | 116        | 97         |                 | 129             | 93              | 16              | 20              |                    | 190                | 101                | 39                 | 50                 |             | 24          | 15          | 4           | 5           | 988    | 641    | 175    | 172    | 64,88      |             |

## Palmarès

### Allenatore

#### Competizioni statali
- Campionato carioca: 1

Flamengo: 2020

#### Competizioni nazionali
- Campionato portoghese: 3

Benfica: 2009-2010, 2013-2014, 2014-2015
- Coppa di Lega portoghese: 6  (record)

Benfica: 2009-2010, 2010-2011, 2011-2012, 2013-2014, 2014-2015
Sporting Lisbona: 2017-2018
- Coppa del Portogallo: 1

Benfica: 2013-2014
- Supercoppa di Portogallo: 2

Benfica: 2014
Sporting Lisbona: 2015
- Supercoppa saudita: 3  (record)

Al-Hilal: 2018, 2023, 2024
- Campionato brasiliano: 1

Flamengo: 2019
- Supercoppa del Brasile: 1

Flamengo: 2020
- Coppa di Turchia: 1

Fenerbahçe: 2022-2023
- Campionato saudita: 1

Al-Hilal: 2023-2024
- Coppa del Re dei Campioni: 1

Al-Hilal: 2023-2024

#### Competizioni internazionali
- Coppa Intertoto UEFA: 1

Braga: 2008
- Coppa Libertadores: 1

Flamengo: 2019
- Recopa Sudamericana: 1

Flamengo: 2020